# Hotel Courbet
Hotel Courbet és un curtmetratge de 2009 dirigit per Tinto Brass.
La pel·lícula es va presentar a la 66a Mostra Internacional de Cinema de Venècia com a part de la retrospectiva dedicada al director juntament amb el llargmetratge Nerosubianco (1969) i els curtmetratages Tempo Lavorativo / Tempo Libero.

## Trama
Una dona es deixa anar per apaivagar el seu turment eròtic. La intimitat provocativa, violada sense ser vista, val més per al lladre que qualsevol cosa que hagi robat.

## Repartiment
- Caterina Varzi
- Alberto Petrolini
- Vincenzo Varzi